# Marcin Zawada
Marcin Zawada (ur. 26 marca 1981) – polski florecista, brązowy medalista mistrzostw świata. Zawodnik KS AWF Warszawa.
Podczas mistrzostw świata w Pekinie w 2008 roku Polacy w składzie: Michał Majewski, Radosław Glonek, Marcin Zawada i Sławomir Mocek zdobyli brązowy medal w zawodach drużynowych. Był też między innymi czwarty w tej konkurencji na mistrzostwach świata w Katanii w 2011 roku.
Ponadto zajmował czwarte miejsce w rywalizacji drużynowej na mistrzostwach Europy w Zalaegerszeg (2005) i mistrzostwach Europy w Lipsku (2010).
Nigdy nie wziął udziału w igrzyskach olimpijskich.
Osiągnięcia sportowe:
- Brązowy medal drużynowo – Mistrzostwa Świata 2008 w Pekinie
- Czwarte miejsce w drużynie – Mistrzostwa Świata 2011 w Katanii
- Piąte miejsce – Mistrzostwa Europy 2010 w Płowdiwie
- Szóste miejsce – Mistrzostwa Europy 2005 w Zalaegerszeg
- Trzecie miejsce – Puchar Świata w Espihno 2008, 2010
- Brązowy medal – Puchar Europy w drużynie Lyon 2005
- Wielokrotny finalista Pucharów Świata
- zdobywca Pucharu Polski Sietom Tour florecistów 2006/2007
- Indywidualny Mistrz Polski Seniorów 2011
- Dziesięciokrotny medalista Mistrzostw Polski w kategorii Seniorów
- Numer 1 w polskim rankingu w roku 2010, 2011 i 2012